# اینیا (سرزمین آلتای)
اینیا (به لاتین: Inya) یک منطقهٔ مسکونی در روسیه است که در سرزمین آلتای واقع شده‌است.